# War on the Plains

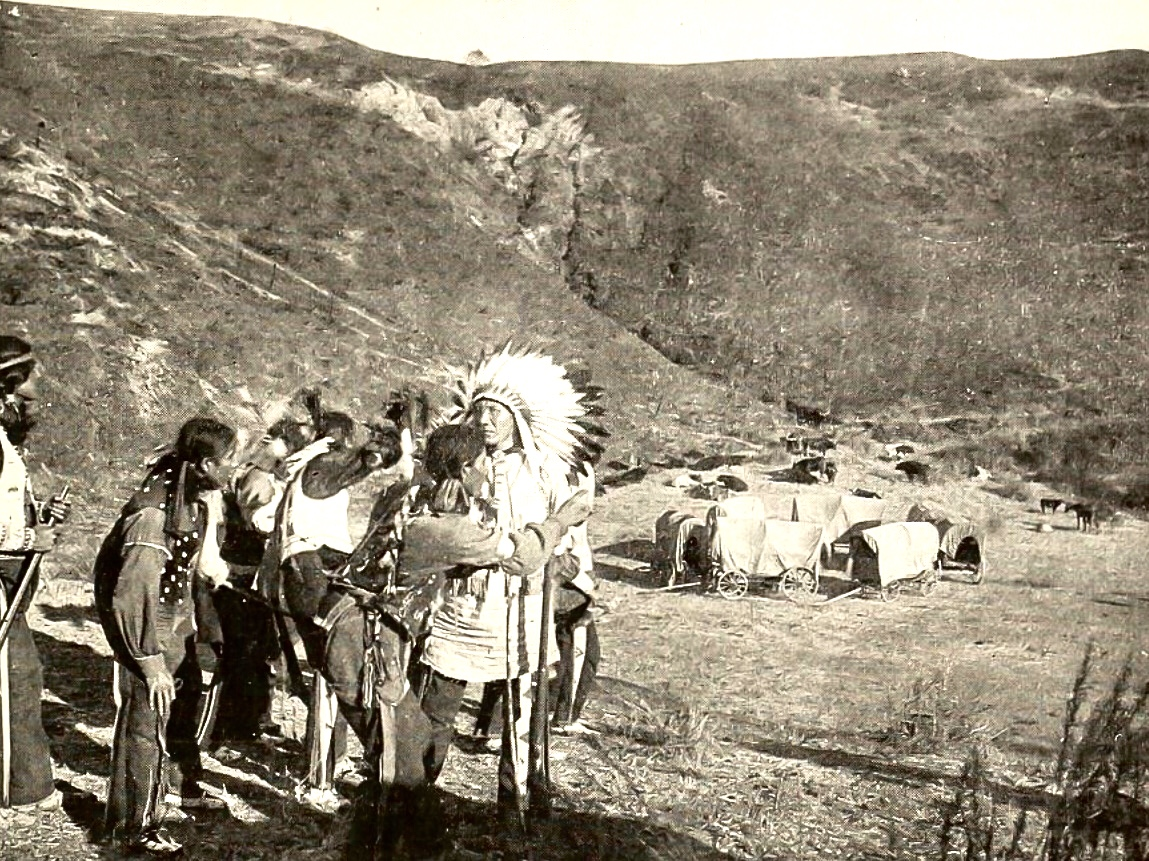
Photo du film

War on the Plains est un film muet américain réalisé par Thomas H. Ince et sorti en 1912.

## Fiche technique
- Réalisation : Thomas H. Ince
- Scénario : Thomas H. Ince, Ray Myers, William Eagle Shirt
- Durée : 20 minutes
- Date de sortie :  États-Unis : 23 février 1912

## Distribution
- Francis Ford : Drake
- Ethel Grandin : Ethel
- Ray Myers : le jeune émigrant
- Howard Davies : un prospecteur
- William Eagle Shirt : un indien
- J. Barney Sherry
- Art Acord
- Clayton Monroe Teters
- Zintkála Nuni